# Шершетки

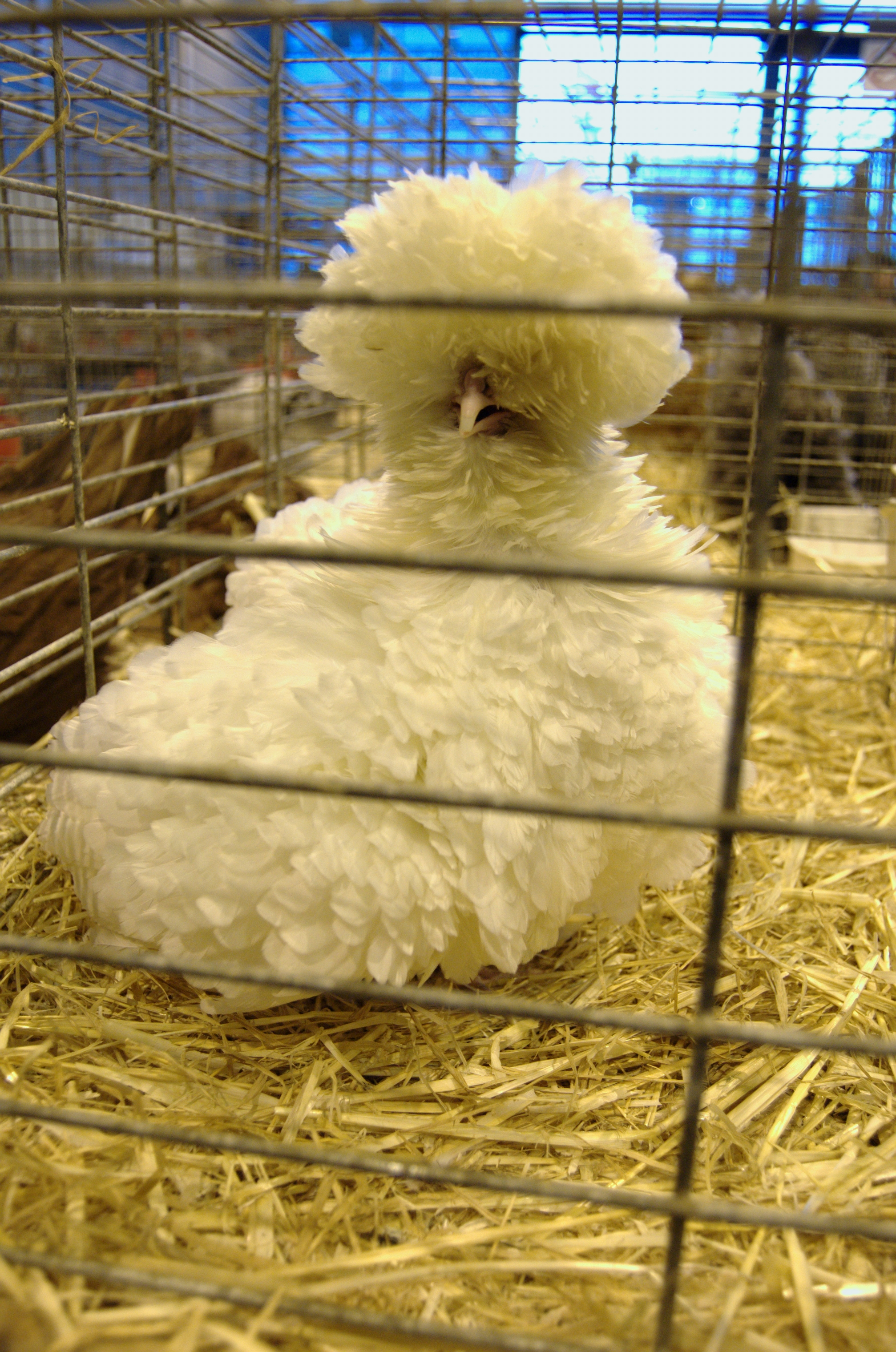
Хохлатая.

Курчавые (шершетки, англ. Frizzle) — декоративная порода кур. Происхождение — Юго-Восточная Азия, Индия. Достаточно древняя порода.

## Экстерьер
Особенность породы, которая дала название этим курам — курчавое оперение. Курчавые, торчащие перья не дают птице возможность взлететь, легко обламываются, особенно при спаривании. Внешний вид кур при этом может существенно пострадать: птица может значительно «облысеть». Крайние формы проявления курчавости наблюдают у «шерстистых» курчавых кур.

## Продуктивность
В России шершетки обладают высокими продуктивными качествами. Масса курицы 2—2,6 кг, петуха 2,8—3 кг; яйценоскость140—160 яиц, вес одного яйца 61—63 грамма. Скорлупа яиц светло-кремовая, инкубационные качества хорошие. Выводимость цыплят 87—90 %. Молодки начинают нестись в пятимесячном возрасте.

## Стандарт
По стандарту, у курчавых кур должна быть голова средней величины; клюв тоже средний, сильный, слегка загнутый; глаз тёмно-красный; гребень низкий, листовидный или розовидный; ушные мочки малые, белые; серёжки длинные, округлые, красные; шея средней длины; спина плоская, средней длины, широкая в плечах; грудь слегка полная, выпуклая; корпус плотный, широкий; крылья длинные, слегка опущены; хвост растрёпанный; ноги невысокие, тёмные; оперение обильное, пушистое, закрученное; окраска оперения чёрная, белая, серебристая, коричневая.

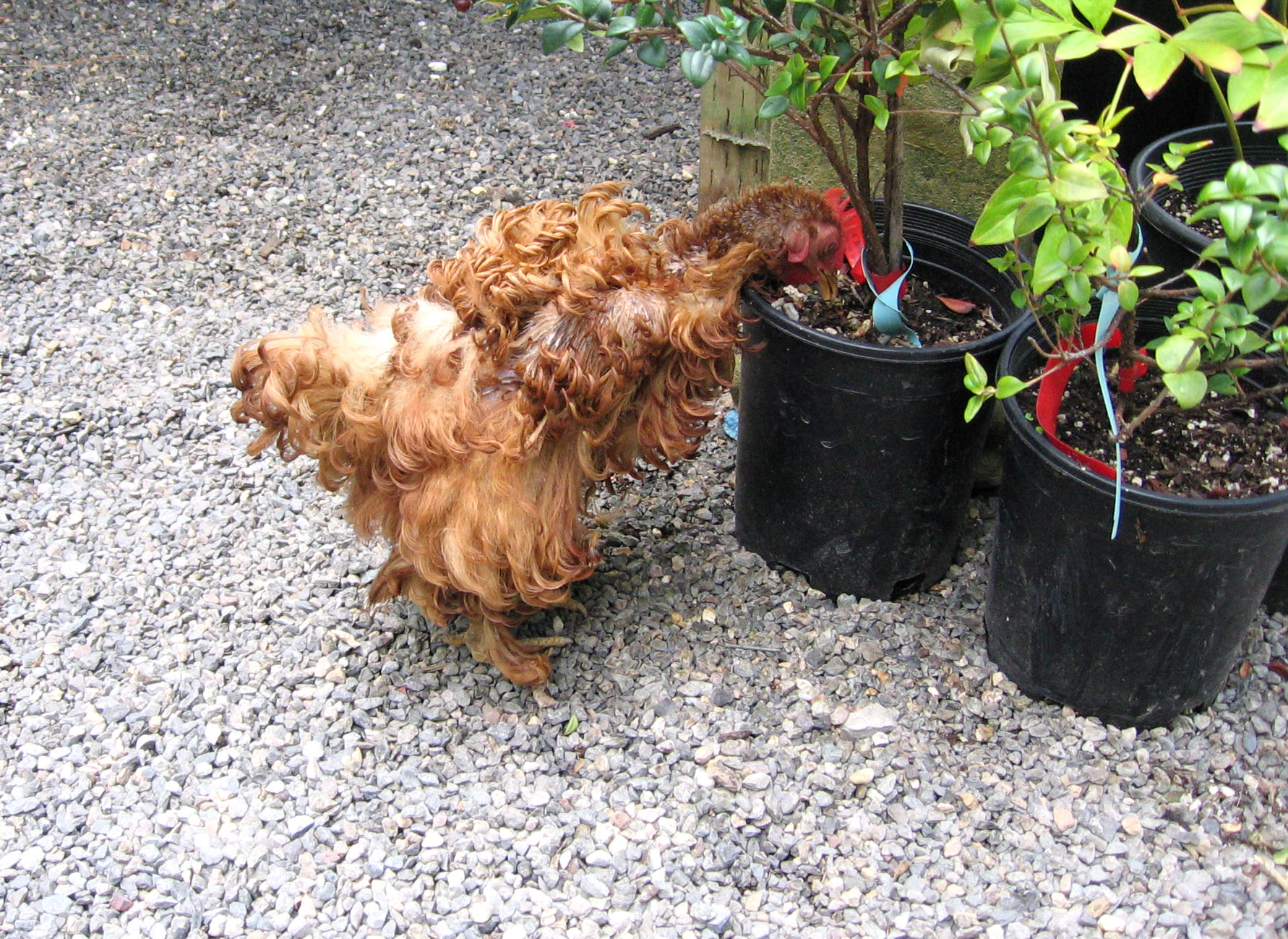
Во время линьки.